# Prenosivost (softver)
Prenosivost u računarstvu je pojam koji označava u kojoj je mjeri određeni izvorni kod nekog programa moguće prevesti i izvršiti u različitim operativnim sustavima ili na različitim mikroprocesorskim arhitekturama uz ništa ili vrlo malo promjena u samom kodu.